# Citadelles de Québec
I Citadelles de Québec (Quebec Citadelles in inglese) sono stati una squadra di hockey su ghiaccio dell'American Hockey League con sede nella città di Québec, nella provincia omonima. Nati nel 1999 e sciolti nel 2002, nel corso degli anni sono stati affiliati alla franchigia dei Montreal Canadiens.

## Storia
La prima formazione con questo nome giocò nella lega giovanile della Quebec Junior Hockey League fra gli anni venti e sessanta, formando giocatori divenuti celebri come Jean Béliveau e Jacques Plante. Il nome fu scelto in onore della cittadella di Quebec, fortezza che sorge nel cuore della città dal Seicento.
I Citadelles rinacquero nel 1999 come nuova squadra della American Hockey League legata alla franchigia dei Montreal Canadiens. La squadra ebbe ben presto il supporto del pubblico, riuscendo alla prima stagione a vincere un titolo divisionale. Dopo tre stagioni nel 2002 la squadra si fuse con quella degli Hamilton Bulldogs.
Rilevanti furono la scelta del nome e della mascotte della squadra, infatti sul logo campeggiava la testa di una capra a rappresentare il simbolo del Royal 22e Régiment di stanza presso la Cittadella di Québec. Per tradizione tutte le capre vengono chiamate Baptiste. La capra del reggimento è discendente diretta dell'esemplare donato dalla regina Elisabetta II nel 1955 (a sua volta discendente di una capra donata nel 1844 dallo scià di Persia alla regina Vittoria).

### Affiliazioni
Nel corso della loro storia i Citadelles de Québec sono stati affiliati alle seguenti franchigie della National Hockey League:
- Montreal Canadiens: (1999-2002)

## Record stagione per stagione
| Stagione             | Division | Gare | V  | S  | P  | OTL | Punti | GF  | GS  | Piazzamento | Play-off                                                        |
| -------------------- | -------- | ---- | -- | -- | -- | --- | ----- | --- | --- | ----------- | --------------------------------------------------------------- |
| Citadelles de Québec |          |      |    |    |    |     |       |     |     |             |                                                                 |
| 1999-2000            | Atlantic | 80   | 37 | 34 | 5  | 4   | 83    | 227 | 238 | 1°          | perde 1º turno (Providence) 0-3                                 |
| 2000-01              | Canadian | 80   | 41 | 32 | 3  | 4   | 89    | 264 | 252 | 2°          | vince 1º turno (St. John's) 3-1 perde 2º turno (Saint John) 1-4 |
| 2001-02              | Canadian | 80   | 35 | 27 | 15 | 3   | 88    | 257 | 254 | 1°          | perde 1º turno (Hamilton) 0-3                                   |

## Record della franchigia

### Singola stagione
Gol: 32  Éric Landry (2001-02)
Assist: 55  Craig Darby (2001-02)
Punti: 75  Éric Landry (2001-02)
Minuti di penalità: 231  Dave Morissette (1999-00)
Media gol subiti: 2.37  Dan Murphy (1999-00)
Parate %: .924  Dan Murphy (1999-00)

### Carriera
Gol: 66  Pierre Sévigny
Assist: 97  Pierre Sévigny
Punti: 163  Pierre Sévigny
Minuti di penalità: 380  Jonathan Delisle
Vittorie: 58  Mathieu Garon
Shutout: 5  Mathieu Garon
Partite giocate: 218  Pierre Sévigny

## Palmarès

### Premi di squadra
- Sam Pollock Trophy: 2

1999-2000, 2001-2002